# Крысько, Вадим Анатольевич
Вадим Анатольевич Крысько — доктор технических наук, заслуженный деятель науки и техники РСФСР (1990), соросовский профессор (2000), почётный доктор Технического университета г. Лодзь (Польша, 2012), заведующий кафедрой «Математика и моделирование» в Саратовском государственном техническом университете (СГТУ). Член-корреспондент Международной Академии Наук Высшей Школы (МАН ВШ) c 1997 г., и член-корреспондент Академии инженерных наук Российской Федерации с 1998 г. В 2012 году был включен в федеральный реестр экспертов научно-технической сферы.

## Научный вклад
Создал научное направление по построению, обоснованию и численной реализации новых классов уравнений математической физики гиперболо-параболического типов, найдены эффективные методы их численного решения. В последнее время на кафедре интенсивно развивается новое направление, связанное с моделированием в области биомеханики и стохастической динамики. Под руководством В. А. Крысько было защищено 10 докторских диссертаций  и 58 кандидатских диссертаций, в том числе 1 Ph.D. В 2011 году О. А. Салтыкова  первая в СГТУ защитила диссертацию «Математическое моделирование регулярных и хаотических колебаний спаянных многослойных балок» в Техническом университете Лодзи (Польша) на соискание ученой степени доктора философии в области механики (Ph.D.)

### Награды
- Почетная грамота и золотая медаль Министерства высшего и среднего специального образования СССР (1967)
- Почетная грамота Саратовского политехнического института (1982, 1987, 1988)
- Почетная грамота государственного комитета по делам науки и высшей школы (1988)
- Звание «Заслуженный деятель науки и техники РСФСР» (1990)
- Почетная грамота министерства образования Саратовской области (1997)
- Почетная грамота губернатора Саратовской области Д. Ф. Аяцкого за заслуги в научной, учебно-воспитательной и общественной деятельности (1997)
- Почетная грамота министерства общего и профессионального образования Российской Федерации (1997)
- Почетная грамота Министерства строительства и архитектуры Саратовской области (1997)
- Почетный работник Высшего и среднего специального образования РФ (2000)
- Почетная грамота Саратовского государственного технического университета (2000)
- Диплом первой степени победителя открытого конкурса за лучшую научно-техническую и инновационную работу по естественным наукам учащейся молодежи вузов России (2003)
- Почетная грамота Министерства науки и спорта Польши Miroslawa Sawicki за издании монографии издательстве Springer (2004)
- Первый лауреат премии имени проф. А. И. Андрющенко в области фундаментальных наук (2005)
- Почетный работник Саратовского государственного технического университета (2005)
- Диплом II степени Саратовского государственного технического университета имени Гагарина Ю. А. за лучшую научную работу в номинации «Статья» (2012)
- Сейм Технического университета г. Лодзь (Польша) присвоил профессору Крысько В. А. звание «Почетный доктор» (2012)[1].
- Национальная премия «Имперская культура» имени Эдуарда Володина (2023)[6].

### Учебная работа
Под руководством Крысько В. А. в стенах Саратовского государственного технического университета имени Гагарина Ю. А. в 2010 г. открыто в университете фундаментальное направление по подготовке кадров «Прикладная математика и информатика».

### Публикации
Издано 8 монографий на английском языке, 8 монографий на польском языке, и 16 монографий на русском языке. Автор 142 публикации в национальных российских научных журналах, 86 публикаций в международных журналах, 101 публикация в трудах конференций различного уровня, 154 в сборниках и депонированных. Тематика работ — такие разделы механики, как термоупругость и термопластичность, теория оптимизации механических систем, теория распространения упругих волн при ударе, теория связанных задач термоупругости и взаимодействия гибких упругих оболочек с трансзвуковым потоком газа, численные методы решения нелинейных задач теории оболочек.
В 1967 году В. А. Крысько в Саратове защитил диссертацию на соискание ученой степени кандидата технических наук по теме «Применение вариационного метода В. З. Власова к исследованию напряженного и деформированного состояния гибких изотропных и ортотропных пластинок». Научный руководитель — доктор технических наук, доктор В. В. Петров.

### Mонографии
1. Deterministic Chaos in One Dimensional Continuous System (2016)[8] Jan Awrejcewicz, Vadim A Krysko, Irina V Papkova, Anton V Krysko World Scientific Publishing
2. Chaos in Structural Mechanics (2008)[9] Jan Awrejcewicz, Vadim Anatolevich Krys’ko Springer
3. Thermo-Dynamics of Plates and Shells[10] (2007) Jan Awrejcewicz, Vadim Anatolevich Krys’ko, Anton V. Krys’ko, Springer
4. Introduction to Asymptotic Methods[11] (2006) Jan Awrejcewicz and Vadim A. Krysko Chapman and Hall/CRC Press
5. Nonlinear dynamics of continuous elastic systems[12] (2004) Jan Awrejcewicz, Vadim Anatolevich, Krys’ko, Alexander F. Vakakis Springer
6. Nonclassical Thermoelastic Problems in Nonlinear Dynamics of Shells[13] (2003) Jan Awrejcewicz, Vadim A. Krysko Springer

## Комментарии
1. ↑   В.В. Гурьянов «Математические модели распространения плоских сейсмических волн в нелинейных упругих и флюидо-насыщенных сплошных средах» (2007)
2. ↑  О.А. Салтыкова обучалась в аспирантуре при кафедре «Высшая математика» СГТУ по специальности «Математическое моделирование, численные методы и комплексы программ» (2003-2007). Защитила диссертацию на соискание ученой степени кандидата физико-математических наук по специальностям «Математическое моделирование, численные методы и комплексы программ» и «Механика деформируемого твердого тела» (2008). Научные руководители: доктор технических наук, профессор В.А. Крысько и профессор Ян Аврейцевич [5].